# Tokaçlı, Altınözü
Tokaçlı là một xã thuộc huyện Altınözü, tỉnh Hatay, Thổ Nhĩ Kỳ. Dân số thời điểm năm 2011 là 512 người.